# Records de Serbie d'athlétisme

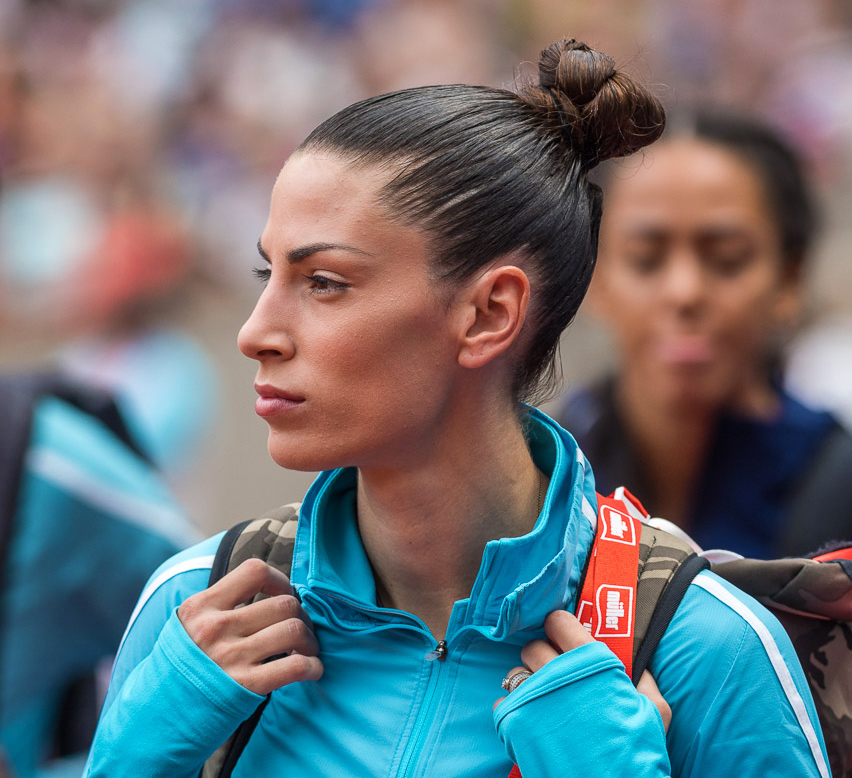
Ivana Španović, multi-médaillée en grands championnats.

Les records de Serbie d'athlétisme sont les meilleures performances réalisées par des athlètes serbes et homologuées par la Fédération serbe d'athlétisme (ASS).

## Plein air

### Hommes
| Épreuve              | Record | Athlète                                                                              | Date                     | Compétition                               | Lieu          | Réf.          |
| -------------------- | --- | ------------------------------------------------------------------------------------ | ------------------------ | ----------------------------------------- | ------------- | ------------- |
| 100 m                | 10 s 33 (0,0 m/s) | Slobodan Branković                                                                   | 24 juillet 1993          | Championnats de Yougoslavie               | Belgrade      | [ 1 ]         |
| 200 m                | 20 s 70 (+0,7 m/s) | Boško Kijanović                                                                      | 26 juin 2022             | Championnats de Serbie                    | Kruševac      | [ 2 ]         |
| 400 m                | 45 s 30 | Slobodan Branković                                                                   | 29 août 1990             | Championnats d'Europe                     | Split         |               |
| 800 m                | 1 min 44 s 75 | Slobodan Popović                                                                     | 15 août 1988             | Meeting Gugl                              | Linz          |               |
| 1 500 m              | 3 min 34 s 20 | Elzan Bibić                                                                          | 4 août 2023              | CITIUS Meeting                            | Berne         | [ 3 ]         |
| Mile                 | 3 min 52 s 24 | Dragan Zdravković                                                                    | 17 août 1983             | ISTAF                                     | Berlin        |               |
| 3 000 m              | 7 min 39 s 45 | Elzan Bibić                                                                          | 31 août 2021             | Palio Città della Quercia                 | Rovereto      | [ 4 ]         |
| 5 000 m              | 13 min 14 s 78 | Elzan Bibić                                                                          | 30 avril 2024            | Meeting Iberoamericano                    | Huelva        | [ 5 ]         |
| 10 000 m             | 27 min 58 s 39 | Daniel Korica                                                                        | 10 août 1971             | Championnats d'Europe                     | Helsinki      |               |
| Semi-marathon        | 1 h 02 min 11 s | Janko Benša                                                                          | 27 septembre 1998        | Championnats du monde de semi-marathon    | Uster         |               |
| Marathon             | 2 h 13 min 57 s | Borislav Dević                                                                       | 15 janvier 1995          | Marathon de Houston                       | Houston       |               |
| 110 m haies          | 13 s 37 m (+ 0,1 m/s) | Milan Ristić                                                                         | 6 juin 2016              | Città dei Castelli                        | Bellinzona    | [ 7 ]         |
| 110 m haies          | 13 s 39 (+2,0 m/s) | Milan Ristić                                                                         | 14 mai 2016              | NTC Pure Athletics Sprint Elite           | Clermont      | [ 8 ]         |
| 400 m haies          | 48 s 05 | Emir Bekrić                                                                          | 15 août 2013             | Championnats du monde                     | Moscou        | [ 9 ]         |
| 3 000 m steeple      | 8 min 28 s 80 | Vule Maksimović                                                                      | 4 septembre 1989         |                                           | Budapest      |               |
| Saut en hauteur      | 2,38 m | Dragutin Topić                                                                       | 1er août 1993            |                                           | Belgrade      |               |
| Saut à la perche     | 5,30 m | Miloš Savić                                                                          | 23 juin 2019             | Bob Vigars Classic                        | London        |               |
| Saut en longueur     | 8,45 m (+2,0 m/s) | Nenad Stekić                                                                         | 25 juillet 1975          |                                           | Montréal      |               |
| Triple saut          | 17,01 m | Miloš Srejović                                                                       | 20 septembre 1981        | Championnats des Balkans                  | Sarajevo      |               |
| Lancer du poids      | 21,88 m | Armin Sinančević                                                                     | 1er mai 2021 28 mai 2021 | International Meeting Doha Diamond League | Bar Doha      | [ 10 ] [ 11 ] |
| Lancer du disque     | 61,94 m | Dragan Perić                                                                         | 26 mai 1991              |                                           | Belgrade      |               |
| Lancer du marteau    | 68,22 m | Stevan Veselinović                                                                   | 31 mars 2017             | Florida Relays                            | Gainesville   | [ 12 ]        |
| Lancer du javelot    | 83,34 m | Sejad Krdžalić                                                                       | 30 mai 1987              |                                           | Belgrade      |               |
| Décathlon            | 8 275 pts | Mihail Dudaš                                                                         | 10-11 août 2013          | Championnats du monde                     | Moscou        | [ 13 ]        |
| Décathlon            | 10 s 67 (-0,5 m/s) (100 m), 7,51 m (+0,7 m/s) (longueur), 13,45 m (poids), 1,96 m (hauteur), 47 s 73 (400 m) / 14 s 59 (-0,2 m/s) (110 m haies), 44,06 m (disque), 4,90 m (perche), 59,06 m (javelot), 4 min 26 s 62 (1 500 m) |                                                                                      |                          |                                           |               | [ 13 ]        |
| 20 km marche (route) | 1 h 21 min 50 s | Predrag Filipović                                                                    | 22 mars 2003             |                                           | Surčin        |               |
| 50 km marche (route) | 3 h 48 min 01 s | Aleksandar Raković                                                                   | 2 mai 1999               | Coupe du monde de marche                  | Mézidon-Canon |               |
| 4 × 100 m            | 39 s 79 | Équipe nationale (YUG) Mladen Nikolić Dragan Zarić Aleksandar Popović Nenad Milinkov | 19 septembre 1981        | Championnats des Balkans                  | Sarajevo      | [ 14 ]        |
| 4 × 400 m            | 2 min 59 s 95 | Équipe nationale (YUG) Dejan Jovković Nenad Đurović Ismail Mačev Slobodan Branković  | 31 août 1991             | Championnats du monde                     | Tokyo         |               |

### Femmes
| Épreuve              | Record | Athlète                                                                          | Date                     | Compétition                                   | Lieu              | Réf.   |  |
| -------------------- | --- | -------------------------------------------------------------------------------- | ------------------------ | --------------------------------------------- | ----------------- | ------ |  |
| 100 m                | 11 s 34 (+0,8 m/s) | Kornelija Šinković                                                               | 17 juin 1987             |                                               | Belgrade          |        |  |
| 200 m                | 23 s 28 (-0,2 m/s) | Marina Filipović                                                                 | 17 juin 1997             | Jeux méditerranéens                           | Bari              |        |  |
| 400 m                | 51 s 89 | Tamara Salaški                                                                   | 9 juin 2016              |                                               | Stara Zagora      | [ 15 ] |  |
| 800 m                | 1 min 59 s 90 | Amela Terzić                                                                     | 20 juin 2015             | Championnats d'Europe par équipes 2e division | Stara Zagora      | [ 16 ] |  |
| 1 500 m              | 4 min 04 s 77 | Amela Terzić                                                                     | 12 juillet 2015          | Championnats d'Europe espoirs                 | Tallinn           | [ 17 ] |  |
| 3 000 m              | 8 min 53 s 78 | Breda Pergar                                                                     | 26 juillet 1981          | Universiades                                  | Bucarest          | [ 18 ] |  |
| 5 000 m              | 15 min 11 s 25 | Olivera Jevtić                                                                   | 22 septembre 2000        | Jeux olympiques                               | Sydney            |        |  |
| 10 000 m             | 31 min 29 s 65 | Olivera Jevtić                                                                   | 30 septembre 2000        | Jeux olympiques                               | Sydney            |        |  |
| Semi-marathon        | 1 h 09 min 18 s | Olivera Jevtić                                                                   | 31 mars 2002             |                                               | Novi Sad          |        |  |
| Marathon             | 2 h 25 min 23 s | Olivera Jevtić                                                                   | 13 avril 2003            | Marathon de Rotterdam                         | Rotterdam         |        |  |
| 100 m haies          | 12 s 99 (+1,8 m/s) | Milica Emini                                                                     | 29 juillet 2023          | Championnats de Serbie                        | Kraljevo          | [ 19 ] |  |
| 400 m haies          | 57 s 55 | Mila Andrić                                                                      | 26 juillet 2009          | Championnats d'Europe juniors                 | Novi Sad          |        |  |
| 3 000 m steeple      | 10 min 02 s 24 | Biljana Jović                                                                    | 13 juillet 2007          | Championnats d'Europe espoirs                 | Debrecen          |        |  |
| Saut en hauteur      | 1,98 m | Angelina Topić                                                                   | 19 mai 2024              | Meeting international Mohammed-VI             | Marrakech         | [ 20 ] |  |
| Saut en hauteur      | 1,98 m | Angelina Topić                                                                   | 7 juillet 2024           | Meeting de Paris                              | Paris             | [ 21 ] |  |
| Saut à la perche     | 4,25 m | Jelena Radinović Vasić                                                           | 19 août 2011             |                                               | Sremska Mitrovica | [ 22 ] |  |
| Saut en longueur     | 7,14 m (+1,2 m/s) | Ivana Vuleta                                                                     | 20 août 2023             | Championnats du monde                         | Budapest          | [ 23 ] |  |
| Triple saut          | 14,56 m (-0,4 m/s) | Biljana Topić                                                                    | 13 septembre 2009        | Finale mondiale de l'IAAF                     | Thessalonique     | [ 24 ] |  |
| Lancer du poids      | 18,86 m | Danijela Čurović                                                                 | 19 juillet 1998          | Championnats de Yougoslavie                   | Subotica          | [ 25 ] |  |
| Lancer du disque     | 63,63 m | Dragana Tomašević                                                                | 8 août 2006              | Championnats d'Europe                         | Göteborg          |        |  |
| Lancer du marteau    | 66,41 m | Sara Savatović                                                                   | 15 mai 2015              | Championnats de la Big 12 Conference          | Ames              | [ 26 ] |  |
| Lancer du javelot    | 65,64 m | Adriana Vilagoš                                                                  | 8 septembre 2024         | Mémorial Hanžeković                           | Zagreb            | [ 27 ] |  |
| Heptathlon           | 5 618 pts | Marina Mihajlova                                                                 | 30 juin–1er juillet 1990 | Championnats de Yougoslavie                   | Ljubljana         | [ 25 ] |  |
| Heptathlon           | 14 s 38 (-0,2 m/s) (100 m haies), 1,74 m (hauteur), 11,09 m (poids), 26 s 10 (-2,1 m/s) (200 m) / 5,80 m (+2,4 m/s) (longueur), 42,00 m (javelot), 2 min 14 s 04 (800 m) |                                                                                  |                          |                                               |                   |        |  |
| 20 km marche (route) | 1 h 38 min 14 s | Mina Stanković                                                                   | 5 octobre 2024           | Championnats de Serbie de marche              | Zagreb            |        |  |
| 50 km marche (route) | 4 h 30 min 43 s | Dušica Topić                                                                     | 7 août 2018              | Championnats d'Europe                         | Berlin            |        |  |
| 4 × 100 m            | 44 s 36 | Équipe nationale Katarina Vreta Ivana Ilić Anja Lukić Milana Tirnanić            | 25 mai 2024              | Championnats des Balkans                      | Izmir             | [ 28 ] |  |
| 4 × 400 m            | 3 min 34 s 64 | Équipe nationale Zorana Barjaktarović Tamara Salaški Bojana Kaličanin Maja Ćirić | 21 juillet 2018          | Championnats des Balkans                      | Stara Zagora      | [ 29 ] |  |

## Salle

### Hommes
| Épreuve | Record        | Athlète     | Date            | Compétition                | Lieu      | Réf.   |
| ------- | ------------- | ----------- | --------------- | -------------------------- | --------- | ------ |
| 3 000 m | 7 min 56 s 03 | Elzan Bibic | 31 janvier 2020 | Meeting en salle Karlsruhe | Karlsruhe | [ 30 ] |